# آلوا بسی
آلوا بسی (انگلیسی: Alvah Bessie; ۴ ژوئن ۱۹۰۴ – ۲۱ ژوئیهٔ ۱۹۸۵) فیلم‌نامه‌نویس و رمان‌نویس اهل ایالات متحده آمریکا بود.
وی همچنین برندهٔ جوایزی همچون کمک‌هزینه گوگنهایم شده‌است.